# Razor 1911
Razor 1911 (RZR) és un grup de programari piratejat i demoscene fundat a Noruega el 1986. Fou el primer grup fundat exclusivament en l'escena demo, abans de moure's cap al warez el 1987. Segons el Departament de Justícia dels Estats Units, Razor 1911 és el grup de cracking de programari més antic i actiu a Internet. Razor 1911 va publicar la revista electrònica 'Propaganda' fins al 1995.

## Història
El grup va ser fundat com a Razor 2992 per Doctor No, Insane TTM i Sector9 a Noruega l'octubre de 1985 com a grup de cracking de programari de Commodore 64. Poc després, van canviar de 2992 a 1911, que es tradueix a 777 en hexadecimal.
Entre 1987 i 1988, el grup va començar a allunyar-se del Commodore 64 i va migrar a una nova plataforma de maquinari, codificant demostracions i cracking de jocs per a l'Amiga. A principis dels anys noranta, Razor 1911 va fer una altra transició, aquesta vegada a l'IBM PC, sobretot com a grup de crack, però encara va continuar llançant cracktro loaders, demostracions i música.
Razor va ser un grup de subministrament de disquets des de 1992 fins que es van abandonar els disquets pels CD-ROM. Al llarg de la dècada de 1990, Razor es va enfrontar a la competència de molts grups diferents, des de grups com Tristar &amp; Red Sector inc. (TRSi), International Network of Crackers (INC) i Fairlight (FLT) el 1994 a Prestige, Hybrid (HBD) i altres el 1995. Va ser revitalitzat pels nous membres obtinguts d'un altre grup, Nexus, que va portar amb ells alguns proveïdors del Regne Unit i els líders The Speed Racer (TSR), Hot Tuna i The Gecko. Razor en va tenir un grapat d'altres membres destacats durant la dècada de 1990, com ara Zodact, The Renegade Chemist (TRC), The WiTcH King, Butcher, SwiTch, Marauder i Randall Flagg.
Razor 1911, però va descansar de la demoscena el 1992. I el 1993 es va formar un nou grup de demos anomenat Razor 1911, en el qual Colorbird era l'únic membre original de Razor 1911. Razor 1911 encara estava actiu com a grup de cracking de programari.
El 1995, els llançaments de disquets van ser ràpidament suplantats pels CD-ROM, i Razor 1911 es va traslladar a l'escena de l'extracció de CD. La tripulació que va dirigir Razor a aquest nou capítol incloïa membres com TSR, Pharaoh, Fatal Error, GRIZZLY, Suspicious Image, Third Son, Hot Tuna, Beowulf, Pitbull, Bunter, Manhunter, Niteman, Vitas, Mausioso i The Punisher.
Razor va tornar a assumir un nou repte quan es va formar l'escena ISO. Razor 1911 va començar a llançar imatges ISO quan es van convertir en l'estàndard del moment, liderat el grup de manera més significativa per The Punisher. Aquest, va ser fonamental en la recuperació de Razor i el seu sòlid rendiment a l'escena ISO. Després de la jubilació de The Punisher, Razor va ser dirigit per diverses persones diferents i va patir alguns problemes interns en forma de reptes de lideratge. Això es va resoldre quan Pitbull, un antic membre de Razor dels anys noranta, va assumir el paper de lideratge. L'FBI va afirmar que encara era el líder de Razor en el moment en què es va dur a terme l'"Operació Buccaneer", una operació internacional contra la pirateria que va provocar incursions a les cases de més de 60 sospitosos de pirateria a tot el món el 2001, tot i que els NFO i l'escena varen seguir actius. En aquells moments s'assenyalaria The Renegade Chemist com a líder real del grup.

## Retorn
El 22 de juny de 2006, Razor 1911 va començar a publicar jocs de nou. I des de llavors, han estat publicant jocs de manera força constant i, a partir del 2010, es troben entre els grups més prolífics a l'hora de crear nous llançaments.
L'1 d'abril de 2011, Razor 1911 "va crackejar" el programa de televisió 101% del canal de televisió francès Nolife, provocant molts "errors" i comportaments no desitjats al programa. Tot i que era una broma, la introducció contenia un codi real que donava accés il·limitat al servei de reproducció de pagament durant uns dies.
El 22 d'abril de 2011, la divisió de demos de Razor 1911 va guanyar el premi d'elecció pública durant la cerimònia dels premis Scene.org Awards 2010 a The Gathering per la seva intro de 64k "Insert No Coins" codificada per Rez amb música de Dubmood.

## Membres
Dycus, membre de Razor 1911, va morir de càncer el 2012.